# Phytomyza pedicularicaulis
Phytomyza pedicularicaulis este o specie de muște din genul Phytomyza, familia Agromyzidae, descrisă de Spencer în anul 1969.
Este endemică în Québec. Conform Catalogue of Life specia Phytomyza pedicularicaulis nu are subspecii cunoscute.